# アレクサンダー・ヘール

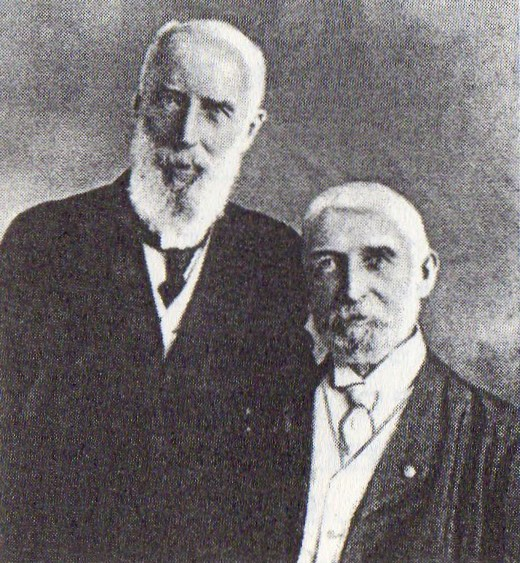
アメリカのカンバーランド長老教会派遣宣教師ヘール兄弟

アレクサンダー・ダーハム・ヘイル（Alexander Durham Hail、1844年4月16日 - 1923年6月5日）は、カンバーランド長老教会から派遣されたアメリカ合衆国の宣教師である。名誉神学博士。

## 経歴
1844年イリノイ州マカムにW・S・ヘールの長男として生まれた。南北戦争時には北軍に志願する。ハノーバ大学、ウェインズバーグ大学を卒業する。1867年7月に按手礼を受ける。その後、伝道しながらオベリン神学校を卒業する。クリーブランド大学で医学部を卒業し医師免許を取得する。
1878年10月来日、大阪居留地で伝道をして、12月より西区南堀江に講義所を作る。1880年9月26日山本周作、久世徳蔵に洗礼を授ける。1881年より、紀州和歌山に伝道をはじめ、1884年にウヰルミナ女学校を創設する。1893年より弟のジョン・バックスター・ヘールに女学校を任せて、大阪、富田村、河内長野、八尾、平野、四日市、上野、伊勢などを伝道する。

## その他
長野県軽井沢に別荘を建て、避暑滞在していた。1911年夏、息子夫婦とともに軽井沢で避暑中に、浅間山の大噴火によって最愛の息子ジョン（当時35歳）を亡くした。アレクサンダーは悲しみの中で「これは神の御心であり、神の御業のあらわれである」と述べたという。